# Baxu and the Giants
Baxu and the Giants es una película dramática namibia de 2019 escrita y dirigida por Florian Schott. Está protagonizada por Steven Afrikaner y Camilla Jo-Ann Daries. Se estrenó el 14 de septiembre de 2019. Antes del lanzamiento, se la consideraba una de las más esperadas de 2019 en los cines locales. Recibió elogios de la crítica por su edición y cinematografía. También se estrenó en algunos festivales de cine internacionales. Fue filmada en locaciones en Tubuses y la región de Erongo. Ha ganado diversos premios y nominaciones en festivales de cine internacionales. También se estrenó en Netflix y se convirtió en el primer cortometraje de Namibia en la plataforma. Se reveló que el acuerdo de Netflix se inició en marzo de 2020 con el apoyo y asistencia de un agente de ventas sudafricano cuando la película se estrenó en el Festival Internacional de Cine RapidLion 2020.

## Sinopsis
Una historia de cómo la caza furtiva de rinocerontes desencadena un cambio social en las zonas rurales de Namibia, visto a través de los ojos de una niña de 9 años.

## Elenco
- Steven Afrikaner como principal cazador
- Camilla Jo-Ann Daries como Baxu
- Robert Hara Gaeb como vecino
- Anna Louw como Ouma
- Ashwyn Mberi como Rey Rhino
- Wafeeq Narimah como Khata
- West Uarije como Himba Tracker

## Producción
La película fue encargada por el Centro de Asistencia Legal con el objetivo de sensibilizar a los jóvenes y adolescentes sobre el tema de la caza furtiva de rinocerontes. Además se hizo con el propósito de hacer donaciones a la organización Save the Rhino en Namibia.

## Lanzamiento
Se estrenó en septiembre de 2019 antes de ser seleccionada oficialmente para su estreno cinematográfico en varios festivales internacionales de cine. La película tuvo su primera proyección pública en Namibia el 6 de febrero de 2020 en el Auditorio de DHPS de forma gratuita. Los realizadores anunciaron que la película se lanzaría a nivel mundial a partir del 20 de marzo de 2020 de forma gratuita en su sitio web oficial baxuandthegiants.com. De ese modo el público podía descargarla de forma gratuita.

## Premios y nominaciones
La actriz infantil de 10 años Camilla Jo-Ann Daries fue elogiada por su actuación en la película y se llevó el premio a la Mejor Actriz en los Premios de Cine y Teatro de Namibia 2019. Se convirtió en la actriz namibia más joven en recibir el premio correspondiente.
| Año  | Premio                                                    | Categoría                                  | Resultado |
| ---- | --------------------------------------------------------- | ------------------------------------------ | --------- |
| 2019 | Festival de cortometrajes independientes de San Francisco | Mejor narrativa extranjera                 | Ganador   |
| 2019 | Premios de Cinematografía Canadiense                      | Mejor director de fotografía: Kit Hoffmann | Ganador   |
| 2019 | Premios europeos de cinematografía                        | Mejor director de fotografía: Kit Hoffmann | Ganador   |
| 2019 | Premios de Cine y Teatro de Namibia                       | Mejor actriz - Camilla Jo-Ann Daries       | Ganador   |
| 2019 | Premios de Cine y Teatro de Namibia                       | Mejor montaje: Robert Scott                | Ganador   |
| 2019 | Premios de Cine y Teatro de Namibia                       | Mejor diseño de producción - Tanya Stroh   | Ganador   |